# Rhaphidophora laichauensis
Rhaphidophora laichauensis — вид квіткових рослин із родини Araceae, роду Rhaphidophora. Це ліана, рідним ареалом якої є Китай (Юньнань) і пн. В'єтнам.